# Élections générales ontariennes de 1985
L'élection générale ontarienne de 1985 s'est tenue le 2 mai 1985 afin d'élire les députés à l'Assemblée législative de l'Ontario (Canada). Cette élection met un terme à 42 ans de pouvoir du Parti progressiste-conservateur ; le Parti libéral de David Peterson forme éventuellement un gouvernement minoritaire avec l'appui du Nouveau Parti démocratique de Bob Rae.

## Contexte
En 1984, aux environs de la fête de l'Action de Grâce, le premier ministre Bill Davis annonce sa démission. Davis, en poste depuis 1971, avait enchainé les victoires électorales majoritaires une à la suite de l'autre en se tenant à une plateforme centriste et en misant sur la prouesse légendaire des stratèges conservateurs surnommés la Grande machine bleue. Davis est toujours populaire lors de sa retraite, et les autres chefs de parti sont contents de le voir partir.
La course à la direction subséquente divise le parti tory en deux camps. L'aile urbaine et centriste est représentée par le candidat de deuxième place, Larry Grossman. L'aile rurale et plus conservatrice appuie l'éventuel gagnant Frank Miller. Ces divisions au sein du parti sont renforcées par la controverse sur la question des écoles séparées. Bill Davis avait prôné le plein financement du système scolaire catholique ontarien. Cette décision, appuyée par les autres partis, mécontente une partie de la base conservatrice. Après le congrès d'investiture, les deux factions ne se réconcilient pas ; de plus, un certain nombre de membres de la Grande machine bleue sont marginalisés.
Malgré ces problèmes, les conservateurs demeurent bien en tête des sondages, et lorsque Miller déclenche une élection six semaines après son assermentation au poste de premier ministre, il avait 20 points d'avance sur les libéraux. Au cours de la campagne, l'avance des conservateurs commence à fondre face à la campagne efficace des libéraux. La popularité du Parti progressiste-conservateur est aussi endommagée par le refus de Miller de participer au débat des chefs. À la mi-campagne, la question des écoles séparées revient à l'ordre du jour lorsque le prélat anglican de Toronto, l'archevêque Lewis Garnsworthy, donne une conférence de presse où il compare Bill Davis à Adolf Hitler. Garnsworthy est très critiqué pour ses commentaires, mais la question divise de nouveau la base conservatrice. Un certain nombre d'électeurs conservateurs boycottent l'élection.
Le résultat du 2 mai prend par surprise. Le Parti progressiste-conservateur se retrouve avec un caucus très amoindri de 52 députés, formant toujours le plus important parti à l'Assemblée législative. Le Parti libéral remporte 48 sièges, mais avec une part légèrement plus grande du vote populaire. Le NPD détient la balance du pouvoir avec ses 25 sièges. Les tories, avec le plus grand nombre de sièges, conservent le pouvoir ; toutefois, cette situation ne dure pas.
Le NPD est déçu du résultat. Le parti avait eu des résultats très près de ceux des libéraux pour plusieurs années et espérait les dépasser. Bob Rae et le NPD n'étaient pas intéressés à appuyer la continuation du règne conservateur, et concluent donc une entente avec les libéraux. Rae et Peterson signent un accord selon lequel un certain nombre de politiques prônées par les néo-démocrates seraient mises en place. En échange, le NPD voterait la non-confiance contre le gouvernement de Miller et appuierai plutôt les libéraux. Le NPD s'engage à appuyer le gouvernement minoritaire libéral pour une durée de deux ans, et les libéraux s'engagent à ne pas déclencher d'élection durant cette période.

## Résultats

### Résultats par parti politique
| Parti | Parti                            | Chef                             | Candidats | Sièges | Sièges | Sièges | Voix      | Voix    | Voix |
| Parti | Parti                            | Chef                             | Candidats | 1981   | Élus   | +/-    | Nb        | %       | +/-  |
| ----- | -------------------------------- | -------------------------------- | --------- | ------ | ------ | ------ | --------- | ------- | ---- |
|       | Progressiste-conservateur        | Bill Davis                       | 125       | 70     | 52     | -18    | 1 349 168 | 37,11 % |      |
|       | Libéral                          | David Peterson                   | 125       | 34     | 48     | +14    | 1 377 965 | 37,90 % |      |
|       | NPD                              | Bob Rae                          | 125       | 21     | 25     | +4     | 857 743   | 23,59 % |      |
|       | Libertarien                      | Scott Bell                       | 17        | -      | -      | -      | 12 831    | 0,35 %  |      |
|       | Vert                             | Vert                             | 9         | -      | -      | -      | 5 345     | 0,15 %  |      |
|       | Communiste                       | Gordon Massie                    | 10        | -      | -      | -      | 3 696     | 0,10 %  |      |
|       | Parti de la liberté de l'Ontario | Parti de la liberté de l'Ontario | 3         | -      | -      | -      | 1 583     | 0,04 %  |      |
|       | Indépendants                     | Indépendants                     | 28        | -      | -      | -      | 27 368    | 0,75 %  |      |
| Total | Total                            | Total                            | 442       | 125    | 125    |        | 3 635 699 | 100 %   |      |

### Répartition des sièges
| Parti progressiste-conservateur | Parti libéral | Nouveau Parti démocratique |
| 52 sièges                       | 48 sièges     | 25 sièges                  |
| ^                               |               |                            |
| minorité                        |               |                            |